# NGC 4371
NGC 4371 é uma galáxia espiral barrada (SB0-a) localizada na direcção da constelação de Virgo. Possui uma declinação de +11° 42' 15" e uma ascensão recta de 12 horas, 24 minutos e 55,4 segundos.
A galáxia NGC 4371 foi descoberta em 15 de Março de 1784 por William Herschel.